# 장신위
장신위(중국어 간체자: 张馨予, 정체자: 張馨予, 병음: Zhāng Xīnyǔ, 한자음: 장형여, 본명: 장옌(중국어 간체자: 张燕, 정체자: 張燕, 병음: Zhāng Yān, 한자음: 장연), 1987년 3월 28일 ~ )는 중국의 배우, 가수, 모델이다. 우시 상업 직업 기술 학원(無錫商業職業技術學院) 출신이다.

## 작품 목록

### 드라마
- 《청춘진행시》 (2009년)
- 《정충악비》 (2013년)
- 《도애적거리》 (2013년)
- 《천룡팔부》 (2013년)
- 《봉신영웅방》 (2014년)
- 《신조협려》 (2014년)
- 《무미랑전기》 (2014년)
- 《지인단신재일기》 (2015년)
- 《청춘정능량지아시녀신》 (2015년)
- 《스타의 기억 - 중생지명류거성》 (2016년)
- 《신변성랑자》 (2016년)
- 《화사화비화만천》 (2017년)
- 《봉수황》

### 영화
- 《노 라이어, 노 크라이》 (2011년)
- 《용문비갑》 (2012년)
- 《하동사후 2》 (2012년)
- 《치명섬완》 (2012년)
- 《스타트 굿 엔드 굿》 (2012년)
- 《비바 베이스볼》 (2012년)
- 《차재경도》 (2012년)
- 《분홍여랑》 (2012년)
- 《마가행동》 (2015년)

### 음반
- 2009년 앨범 《반로동화》 (半路童話)
- 2014년 앨범 《문세간》 (問世間)